# РТВ 1
РТВ 1 је телевизијска станица у склопу Радио-телевизије Војводине са седиштем у Новом Саду. Основана је 26. новембра 1975. под називом Телевизија Нови Сад у тадашњој Социјалистичкој Аутономној Покрајини Војводини, док данас служи као јавни медијски сервис грађана Војводине.

## Историја
У новембру 1975, из тада нове зграде Телевизије Нови Сад са Мишелука, емитован је први Дневник. Иако је пре тога дана неколико дана емитован експериментални програм, Дневник у 19.30 часова тог 27. новембра 1975. године је прва званична емисија која је емитована у етар из новосадског студија. Од самог свог почетка, ТВНС је емитовала програм на пет језика: српском, мађарском, румунском, словачком и русинском. То је послужило и као идеја за први лого ТВНС — бленда са пет поља.